# 81-я стрелковая дивизия (2-го формирования)
81-я стрелковая дивизия — воинское соединение Вооружённых сил СССР в Великой Отечественной войне.

## История
Сформирована 13.10.1942 года на базе 135-й стрелковой бригады в составе 48-й армии
В действующей армии с 13.10.1942 года по 20.02.1944 года и с 18.04.1944 года по 11.05.1945 года.
С февраля 1943 года в наступлении в направлении Малоархангельска; 09.02.1943 года освободила станцию Поныри, после чего занимала оборону на занятых рубежах.
На 05.07.1943 года, на начало Курской битвы, находилась на переднем крае, западнее Малоархангельска, на Ольховатском направлении. В 11 часов утра 05.07.1943 года вражеские войска прорвали оборону дивизии, к вечеру части 81-й стрелковой дивизии вели напряжённые бои на рубеже Семёновка, Бузулук, Поныри, находясь уже в тылу наступающих войск, некоторые подразделения оказались в окружении. 06.07.1943 года советские войска нанесли контрудар, который деблокировал части дивизии, она закрепилась на рубежах. На рассвете 07.07.1943 года вражеские части вновь атаковали 81-ю стрелковую дивизию и прорвали её оборону. Дивизия была вынуждена отходить ко второй линии обороны, где враг был остановлен. Вечером 07.07.1943 года дивизия была отведена во второй эшелон. Участвовала в Орловской стратегической наступательной операции.
Затем участвовала в Черниговско-Припятской операции, Гомельско-Речицкой операции и Калинковичско-Мозырской операции, вышла к низовьям реки Птичь.
Летом 1944 года после пополнения, участвовала в Львовско-Сандомирской наступательной операции, вышла к Висле в районе города Аннополь и форсировала её.
На декабрь 1944 года занимает позиции западнее города Сечень. В 1945 году участвует в Западно-Карпатской операции, Моравско-Остравской наступательной операции и Пражской операции.

## Полное название
81-я стрелковая Калинковичская Краснознамённая ордена Суворова дивизия

## Подчинение
| Дата            | Фронт (округ)        | Армия                 | Корпус                  | Примечания |
| --------------- | -------------------- | --------------------- | ----------------------- | ---------- |
| 01.11.1942 года | Брянский фронт       | 48-я армия            | —                       | —          |
| 01.12.1942 года | Брянский фронт       | 48-я армия            | —                       | —          |
| 01.01.1943 года | Брянский фронт       | 48-я армия            | —                       | —          |
| 01.02.1943 года | Брянский фронт       | 13-я армия            | —                       | —          |
| 01.03.1943 года | Брянский фронт       | 13-я армия            | —                       | —          |
| 01.04.1943 года | Центральный фронт    | 13-я армия            | —                       | —          |
| 01.05.1943 года | Центральный фронт    | 13-я армия            | —                       | —          |
| 01.06.1943 года | Центральный фронт    | 13-я армия            | —                       | —          |
| 01.07.1943 года | Центральный фронт    | 13-я армия            | 29-й стрелковый корпус  | —          |
| 01.08.1943 года | Центральный фронт    | 70-я армия            | —                       | —          |
| 01.09.1943 года | Резерв Ставки ВГК    | 61-я армия            | 29-й стрелковый корпус  | —          |
| 01.10.1943 года | Центральный фронт    | 61-я армия            | 29-й стрелковый корпус  | —          |
| 01.11.1943 года | Белорусский фронт    | 61-я армия            | 29-й стрелковый корпус  | —          |
| 01.12.1943 года | Белорусский фронт    | 61-я армия            | 89-й стрелковый корпус  | —          |
| 01.01.1944 года | Белорусский фронт    | 61-я армия            | 89-й стрелковый корпус  | —          |
| 01.02.1944 года | Белорусский фронт    | 61-я армия            | 89-й стрелковый корпус  | —          |
| 01.03.1944 года | Резерв Ставки ВГК    | —                     | —                       | —          |
| 01.04.1944 года | Резерв Ставки ВГК    | 3-я гвардейская армия | 21-й стрелковый корпус  | —          |
| 01.05.1944 года | 1-й Украинский фронт | 3-я гвардейская армия | —                       | —          |
| 01.06.1944 года | 1-й Украинский фронт | 3-я гвардейская армия | 21-й стрелковый корпус  | —          |
| 01.07.1944 года | 1-й Украинский фронт | 3-я гвардейская армия | 21-й стрелковый корпус  | —          |
| 01.08.1944 года | 1-й Украинский фронт | 3-я гвардейская армия | 21-й стрелковый корпус  | —          |
| 01.09.1944 года | 1-й Украинский фронт | 3-я гвардейская армия | 76-й стрелковый корпус  | —          |
| 01.10.1944 года | 1-й Украинский фронт | 3-я гвардейская армия | 76-й стрелковый корпус  | —          |
| 01.11.1944 года | 4-й Украинский фронт | 38-я армия            | 101-й стрелковый корпус | —          |
| 01.12.1944 года | 4-й Украинский фронт | 38-я армия            | 101-й стрелковый корпус | —          |
| 01.01.1945 года | 4-й Украинский фронт | 38-я армия            | 52-й стрелковый корпус  | —          |
| 01.02.1945 года | 4-й Украинский фронт | 38-я армия            | 67-й стрелковый корпус  | —          |
| 01.03.1945 года | 4-й Украинский фронт | 38-я армия            | 67-й стрелковый корпус  | —          |
| 01.04.1945 года | 4-й Украинский фронт | 1-я гвардейская армия | 67-й стрелковый корпус  | —          |
| 01.05.1945 года | 4-й Украинский фронт | 1-я гвардейская армия | 67-й стрелковый корпус  | —          |

## Состав
- 410-й стрелковый Горлицкий ордена Суворова (3-й степени)[1] полк[2]
- 467-й стрелковый Краснознамённый[1] ордена Суворова (3-й степени)[3] полк[4]
- 519-й стрелковый Краснознамённый[1] ордена Кутузова (3-й степени)[3] полк[4]
- 346-й артиллерийский полк
- 240-й отдельный истребительно-противотанковый дивизион
- 154-я отдельная разведывательная рота
- 196-й отдельный сапёрный батальон
- 582-й отдельный батальон связи (до 23.11.1944 625-я отдельная рота связи),
- 163-й отдельный медико-санитарный батальон
- 15-я отдельная рота химической защиты
- 185-я автотранспортная рота
- 926-й дивизионный ветеринарный лазарет
- ??-я полевая хлебопекарня
- 1780-я полевая почтовая станция
- 1737-я полевая касса Государственного банка

## Командиры
- Баринов, Александр Борисович, (13.10.1942 — 24.12.1943), полковник с 31.03.1943 года генерал-майор
- Хориков, Иван Павлович (25.12.1943 — 10.08.1944), полковник
- Матусевич, Иосиф Иванович (11.08.1944 — 09.05.1945), полковник

## Отличившиеся воины дивизии
- Анохин, Иван Фёдорович, заместитель командира 3-го батальона по политической части 467-го стрелкового полка, капитан. Звание присвоено 15.01.1944 года за форсирование Днепра.
- Бабаев, Тухтасин Бабаевич, командир отделения 154-й отдельной разведывательной роты, младший сержант. Звание присвоено 15.01.1944 года за форсирование Днепра.
- Болотов, Андрей Иванович, командир роты 467-го стрелкового полка, старший лейтенант. Звание присвоено 15.01.1944 года за форсирование Днепра.
- Быковский, Михаил Иванович, командир стрелкового батальона 467-го стрелкового полка, капитан. Звание присвоено 15.01.1944 года за форсирование Днепра.
- Дехканбаев, Абдусалим, стрелок 467-го стрелкового полка, красноармеец. Звание присвоено 15.01.1944 года за форсирование Днепра.
- Евдокимов, Алексей Петрович (1925—1943), командир пулемётного расчёта 467-го стрелкового полка, младший сержант. Звание присвоено 15.01.1944 года (посмертно) за бой 01.10.1943 года при форсировании Днепра (переправился среди первых, на захваченном плацдарме участвовал в отражении 6 контратак врага)
- Камалдинов, Фарах Гимдеевич, командир взвода автоматчиков 410-го стрелкового полка, младший лейтенант. Звание присвоено 27.08.1943 года за бой 05.07.1943 года в районе города Малоархангельск (вверенное подразделение трижды переходило в контратаку, был ранен, поле боя не покинул)
- Катухин, Пётр Семёнович, санитарный инструктор 467-го стрелкового полка, старший сержант. Звание присвоено 15.05.1946 года (вынес с поля боя 200 раненых бойцов и девять офицеров, 02.08.1944 год при форсировании Вислы принял на себя командование взводом, 09.02.1945 года лично взял в плен 27 солдат противника во главе с офицером)
- Колбунов, Владимир Акимович, командир отделения взвода пешей разведки 467-го стрелкового полка, сержант.
- Литвин, Иван Максимович, старший сержант, командир расчёта 82-мм миномёта 519 стрелкового полка
- Мазуров, Филипп Савельевич, красноармеец 196-го отдельного сапёрного батальона, ефрейтор. Звание присвоено 15.01.1944 года за бои в октябре 1943 года при форсировании Днепра
- Майсурадзе, Георгий Васильевич, стрелок 3-го стрелкового батальона, 519-го стрелкового полка, рядовой. Звание присвоено 15.01.1944 года за бой 09.10.1943 года, в котором закрыл своим телом амбразуру вражеского ДЗОТа.
- Малахов, Михаил Андреевич, сапёр-разведчик 196-го отдельного сапёрного батальона, ефрейтор. Был награждён: 18.06.1944 года орденом 3-й степени за бои 05.06.1944 года и 12.06.1944 года близ села Червона ныне Гороховского района Волынской области, 30.10.1944 года орденом 2-й степени за бои 01-05.08.1944 года в районе населённого пункта Якубовице, 30.11.1944 года орденом 2-й степени за бои 21.10.1944 года в районе населённого пункта Гавранец, перенаграждён 1-й степенью ордена 16.03.1984 года.
- Меншун, Григорий Иванович, командир 2-го стрелкового батальона, 467-го стрелкового полка, старший лейтенант. Звание присвоено 15.01.1944 года за бои 02-03.10.1943 года.
- Мороз, Владимир Исакович, рядовой, автоматчик 519 стрелкового полка.
- Музолёв, Михаил Семёнович, помощник командира взвода, парторг 5-й стрелковой роты 467-го стрелкового полка, старший сержант. Звание присвоено 15.01.1944 года за бой 01.10.1943 года при форсировании Днепра
- Мусохранов, Александр Филиппович, командир пулемётного расчёта 467-го стрелкового полка, старший сержант. Звание присвоено 13.11.1943 года за бои при форсировании Днепра в должности командира расчёта 1-й пулемётной роты 1144-го стрелкового полка 340-й стрелковой дивизии
- Парыгин, Иван Александрович, командир сапёрного взвода 196-го отдельного сапёрного батальона, младший лейтенант. Звание присвоено 15.01.1944 года за бой 01.10.1943 года при форсировании Днепра (переправил подразделением на другой берег 2 стрелковых батальона. При этом лично сделал 8 рейсов)
- Пичугов, Василий Григорьевич (1912—1943), стрелок 3-й стрелковой роты 467-го стрелкового полка, рядовой. Звание присвоено 15.01.1944 года (посмертно) за бои в октябре 1943 года при форсировании Днепра
- Попов, Фёдор Кузьмич (1921—1943), стрелок 3-й стрелковой роты 467-го стрелкового полка, рядовой. Звание присвоено 15.01.1944 года (посмертно) за бои в октябре 1943 года при форсировании Днепра
- Сиворакша, Пётр Фёдорович, младший сержант, командир отделения пулемётной роты 467 стрелкового полка.
- Сорокин, Василий Петрович, красноармеец 196-го отдельного сапёрного батальона, рядовой. Звание присвоено 15.01.1944 года за бои в октябре 1943 года при форсировании Днепра
- Суворов, Пётр Анатольевич, 1-й номер станкового пулемёта 2-й пулемётной роты 467-го стрелкового полка, сержант. Звание присвоено 15.01.1944 года за бои в октябре 1943 года при форсировании Днепра
- Теплов, Сергей Тимофеевич, командир 3-й стрелковой роты 467-го стрелкового полка, старший лейтенант. Звание присвоено 15.01.1944 года за бои в октябре 1943 года при форсировании Днепра
- Тепляков, Мартын Пантелеймонович (1918—1944), командир отделения 467-го стрелкового полка, сержант. Звание присвоено 15.01.1944 года за бой 01.10.1943 года при форсировании Днепра (переправился среди первых, отразил 19 контратак врага)
- Терещенко, Спиридон Васильевич, командир отделения 196-го отдельного сапёрного батальона, сержант. Звание присвоено 15.01.1944 года (посмертно) за бои в октябре 1943 года при форсировании Днепра
- Ургенишбаев, Идрис (1912—1943), командир отделения 2-й пулемётной роты 467-го стрелкового полка, сержант. Звание присвоено 15.01.1944 года (посмертно) за бои в октябре 1943 года при форсировании Днепра
- Хушназаров, Сапар (1906—1943), стрелок 8-й стрелковой роты 467-го стрелкового полка, рядовой. Звание присвоено 15.01.1944 года (посмертно) за бои в октябре 1943 года при форсировании Днепра
- Чернов, Иван Григорьевич, командир 7-й стрелковой роты, 410-го стрелкового полка, старший лейтенант. Звание присвоено 15.05.1946 года за бои 22-30.03.1945 года.
- Шувалов, Константин Фомич, парторг стрелкового батальона, лейтенант. Звание присвоено 15.01.1944 года за бои 26.09-01.10.1943 года при форсировании Днепра (переправился на плацдарм, заменил командира батальон, отразил 22 контратаки врага)

## Награды и наименования
- 15.01.1944 — почётное наименование «Калинковичская» — присвоено Приказом Верховного Главнокомандующего № 59 от 14 января 1944 года за отличие в боях при освобождение города Калинковичи [5][6]
- 05.04.1945 —  Орден Красного Знамени — награждена указом Президиума Верховного Совета СССР от 5 апреля 1945 года за образцовое выполнение заданий командования в боях с немецкими захватчиками при овладении городом Бельско и проявленные при этом доблесть и мужество.[7]
- 04.06.1945 —  Орден Суворова II степени — награждена указом Президиума Верховного Совета СССР от 4 июня 1945 года за образцовое выполнение боевых заданий командования на фронте борьбы с немецкими захватчиками при овладении городом Цешин и проявленные при этом доблесть и мужество.[8]